# Карабухинское сельское поселение
Карабухинское се́льское поселе́ние — муниципальное образование в Путятинском районе Рязанской области России.
Административный центр — село Карабухино.

## История
Село находится в 11 км от с. Путятино в бывшем Сапожковском уезде. Усадьба на территории села основана в последней трети XVII века. В середине XVIII века принадлежала полковнику С.Д. Гурьеву, далее его детям Л.С. и М.С. Гурьевым. В середине XIX века помещице С.А. Ханыковой (г/р 1801), вышедшей замуж за штабс-капитана А.А. Губина (г/р 1802). Во второй половине XIX века прапорщику П.С. Шиловскому (1827-1909), женатому на балерине П.П. Лебедевой (1839-1917). В начале XX века усадьба принадлежит А.И. Пустоваловой.
Сохранилась действующая Успенская церковь 1759 года в духе барокко, возведенная по заказу С.Д. Гурьева вместо прежней деревянной, старинное надгробие возле храма.
Образовано в результате упразднения в 2004 г. Карабухинского, Романово-Дарковского и Унгорского сельских округов и объединения их территорий в новое муниципальное образование — Карабухинское сельское поселение.

## Население
| 2010 | 2012 | 2013 | 2014 | 2015 | 2016 | 2017 |
| ---- | ---- | ---- | ---- | ---- | ---- | ---- |
| 917  | ↘866 | ↘834 | ↘796 | ↘776 | ↘770 | ↗782 |
| 2018 | 2019 | 2020 | 2021 |      |      |      |
| ↘769 | ↘748 | ↗751 | ↗762 |      |      |      |

## Административное устройство
Образование и административное устройство сельского поселения определяются законом Рязанской области от 07.10.2004 № 90-ОЗ.
Границы сельского поселения определяются законом Рязанской области от 08.10.2008 № 115-ОЗ.

## Состав сельского поселения
В состав сельского поселения входят 23 населённых пункта
| №  | Населённый пункт   | Тип населённого пункта       | Население |
| -- | ------------------ | ---------------------------- | --------- |
| 1  | Брусовая           | деревня                      | 0         |
| 2  | Васино             | село                         | ↘18       |
| 3  | Васино             | деревня                      | 0         |
| 4  | Волковое           | деревня                      | ↘4        |
| 5  | Ильино             | деревня                      | 17        |
| 6  | Карабухино         | село, административный центр | ↘258      |
| 7  | Ключи              | деревня                      | 18        |
| 8  | Красные Борки      | деревня                      | 1         |
| 9  | Культура           | посёлок                      | 0         |
| 10 | Лаврентьевка       | деревня                      | 0         |
| 11 | Макеево            | село                         | ↘166      |
| 12 | Малиновка          | деревня                      | 0         |
| 13 | Петино             | деревня                      | ↘14       |
| 14 | Петровка           | деревня                      | 9         |
| 15 | Романовы Дарки     | село                         | ↘125      |
| 16 | Сергиевка          | деревня                      | ↘7        |
| 17 | Славино            | деревня                      | ↘1        |
| 18 | Слесаревка         | деревня                      | 0         |
| 19 | Сомово             | деревня                      | 26        |
| 20 | Тырницкого рыбхоза | посёлок                      | 0         |
| 21 | Унгор              | село                         | ↘232      |
| 22 | Хлынино            | деревня                      | 12        |
| 23 | Ясная Поляна       | деревня                      | 9         |